# Mario Lambrughi
Mario Lambrughi (né le 5 février 1992 à Monza) est un athlète italien, spécialiste du 400 m haies.

## Biographie
Le 13 mai 2018, il bat son record personnel en 48 s 99 à Rieti, meilleur temps européen de la saison.